# Fissidens incognitus
Fissidens incognitus är en bladmossart som beskrevs av Hirendra Chandra Gangulee 1957 [1959. Fissidens incognitus ingår i släktet fickmossor, och familjen Fissidentaceae. Inga underarter finns listade i Catalogue of Life.